# Cesare Tumedei
Cesare Tumedei (Montalto delle Marche, 11 luglio 1894 – Roma, 4 aprile 1980) è stato un politico e avvocato italiano.

## Biografia
Di professione avvocato e professore universitario, fu deputato della Camera del Regno d'Italia in quattro legislature (XXVII, XXVIII, XXIX, XXX) dal 1924 al 1943. Dal 24 gennaio 1935 al 15 novembre 1936 fu sottosegretario al Ministero di grazia e giustizia del Governo Mussolini.